# Труверы

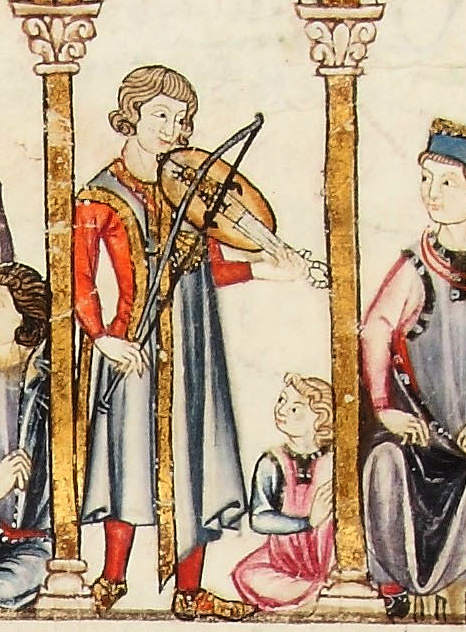
Средневековый музыкант, играющей на виеле (фиделе). Миниатюра из испанской рукописи XIII века

Труве́ры (фр. trouvères, от глагола trover, trouver — находить, изображать, сочинять) — французские поэты и музыканты, главным образом, второй половины XII и XIII веков, слагавшие свою поэзию на старофранцузском языке. Сохранилось около 1400 нотированных сочинений труверов, ещё больше стихов сохранилось в виде «чистого» текста (без музыки).

## Первый период
В творческой истории труверов принято выделять три периода. В первый, докуртуазный период — до середины XII века — творчество труверов анонимно. Его содержание как по форме, так и по сюжетам приближается к народной поэзии (ритмы, припев, параллелизм с миром природы и животных, календарные и обрядовые мотивы). Основные жанры — романсы или «ткацкие песни» (chansons d’histoire, chansons de toile), трогательно повествовавшие о любви, песни плясовые и весенние (rondel, reverdie, retroenge и т. п.), песни — жалобы на женскую долю (chansons de mal mariée), пасторали и т. п. Все эти песни дошли до нас в поздних списках и обычно уже в переделанном виде. Для них характерны простота языка и большая непосредственность.

## Второй период
Во второй период — приблизительно в 1150—1240 гг. — поэзия труверов становится более сложной и обретает собственный личный и куртуазный характер. Содержание определяется новым светско-рыцарским мировоззрением с его "культом земной радости и любви, понимаемой как чувство, возвышающее человека, и переходящей часто в экзальтированный «культ дамы». Появившаяся в тех же общих условиях, что и поэзия трубадуров на юге Франции, лирика труверов обнаруживает черты сходства с ней по своей тематике и стилистике. Труверы испытали прямое и довольно сильное влияние поэзии трубадуров благодаря интенсивному литературному обмену, происходившему между Провансом и Францией в XII в. Труверы путешествовали по Франции, провансальские литературные вкусы и нравы всячески распространялись двумя дочерьми «первого трубадура» Гильома IX Трубадура, одна из которых стала французской королевой, другая — графиней Шампанской). Эта «провансализирующая», наиболее аристократическая линия в лирике труверов характеризуется сложной, условной фразеологией и очень приподнятой концепцией любви. Однако в ней не встречается нарочитая установка на «темный стиль» (trobar clus) некоторых трубадуров. Образцом такой вычурной поэзии может служить лирика Кретьена де Труа.
Другие видные труверы периода — Блондель де Нель, Конон Бетюнский, Тибо Шампанский (король Наварры), Готье де Куэнси (автор первого «нелатинского» собрания паралитургических песен, посвящённых Богородице), Готье де Даржи (Gautier de Dargies). Более непосредственна и проста поэзия Гаса Брюле и особенно Колена Мюзе (Colin Muset), в творчестве которого вновь оживают мотивы и формы народных песен. В этот период разрабатывались жанры песни (chanson), прения (débat и разновидность его — jeu parti), альбы (alba), сирвенты (serventois — полемического или агитационного характера), ле и ле-дескорта, куртуазной пасторали и др.

## Третий период
Третий период, связанный с появлением городского сословия, характеризуется в лирике труверов выраженным перерождением рыцарских жанров и стиля. Новые городские труверы, объединявшиеся в крупных торговых и промышленных центрах Франции (особенно на севере — Артуа) в особые организации (puys) наподобие поэтических цехов, сохраняют многое из форм и техники куртуазной лирики, но привносят в неё новые элементы рационализма, натурализма, субъективизма, моральную дидактику и религиозную тематику (культ Божией Матери и т. п.). Это движение, начавшись ещё в самом конце XII в., переживало свой расцвет в середине XIII века.
Наиболее ярким представителем поэзии труверов этого периода являлся Рютбёф, наполнивший свою поэзию злободневным и публицистическим содержанием. Другие видные труверы — Жан Бодель (хронологически принадлежащий еще к предыдущему периоду, но уже дающий все элементы нового стиля), Гильом Амьенский, Адам де ла Аль, Жанно де Лекюрель. «Последним трувером» по традиции называют Гильома де Машо, творчество которого принадлежит уже эпохе Арс нова.